# Реликты
Рели́кт (лат. relictum — «остаток») — вид (или другой таксон) живых организмов, сохранившийся в данном регионе от флоры или фауны прошлых геологических эпох и находящийся в некотором несоответствии с современными условиями существования. Реликты являются проявлением прошлого в наше время. К реликтам относятся все палеоэндемики.
Термин реликт ввёл в научный оборот немецкий географ и антрополог Оскар Пешель в 1875 году.

## Классификация
Реликты различают по геологическому возрасту флор и фаун прошлых эпох, от которых они происходят.
Так, третичными (правильнее неогеновыми) реликтами называются виды, сохранившиеся без видимых изменений по меньшей мере с плиоцена. Например, в Колхиде — ряд древесных пород (лапина, дзельква, каштан и др.) и вечнозелёных кустарников (самшит, иглица колючая, падуб остролистный, рододендрон понтийский, горянка колхидская и др.), а также травянистые растения, в Талышских горах — железное дерево, в бассейне Волги и Урала — выхухоль. Лесными реликтами в Арктике являются виды, продвинувшиеся далеко на север во время более тёплой послеледниковой эпохи и удержавшиеся там в окружении тундры (линнея, черника, некоторые грушанки и др.).
Особо выделяют ледниковые реликты. К ним относят растения и животных, сохранившихся на данной территории в изолированных местах обитания с ледниковой эпохи вследствие того, что в этих местах для них было особо благоприятное сочетание микроклиматических и почвенных условий. В районах, ранее находившихся в так называемых перигляциальных областях, то есть в своеобразных зонах шириной до 100—150 км, располагавшихся вокруг окраин равнинных материковых оледенений, ледниковые реликты чаще всего встречаются по скалам и в пещерах на склонах северной экспозиции, на сфагновых болотах, в озёрах с прозрачной холодной водой, реже в лесах, на обширных песчаных пространствах. Примерами ледниковых реликтов являются широко распространённые в тундре олений мох (встречается в сосновых борах по реке Воронеж), карликовая берёза (встречается на торфяниках в центральной части Восточной Европы), куропаточья трава (на скалах по долинам северных рек); олений овод и некоторые стрекозы (в ряде лесных районов), живородящая ящерица, обыкновенная гадюка. К ледниковым реликтам относятся также, например, на Кавказе — сабельник болотный, в пресноводных озёрах севера Евразии — имеющие морское происхождение мизиды (Mysis oculata var. relicta) и бокоплавы (Pontoporea affinis).
Виды растений и животных, оставшиеся только в отдельных участках прежде более обширного ареала и в этом отношении подобные реликтам, называют псевдореликтами.
Филогенети́ческие реликты — ныне существующие виды растений и животных, которые относятся к крупным таксонам, почти полностью вымершим десятки или сотни миллионов лет назад. Как правило, являются палеоэндемиками. См. статью Живые ископаемые.
Географи́ческие реликты — организмы, сохранившиеся в данном регионе как остаток флор и фаун минувших геологических эпох, когда условия существования в данном регионе заметно отличались от современных.
Иногда термин «реликт» применяют по отношению к ландшафтам (например, тундростепь в Восточной Сибири — реликтовый ландшафт) и минералам.
Существуют также псевдореликты: современные виды растений и животных, некогда обширный ареал которых под воздействием разрушительной деятельности человека последние два тысячелетия распался на несколько отдельных участков, как правило труднодоступных регионов-рефугиумов. К таким псевдореликтовым видам ныне относятся носороги, гепарды, барсы, тигры и др.